# Puchar Świata w biegach narciarskich 1990/1991
Sezon 1990/1991 Pucharu Świata w biegach narciarskich rozpoczął się 8 grudnia 1990 w austriackim Tauplitzalm. Ostatnie zawody z tego cyklu rozegrano 16 marca 1991 w norweskim Oslo.
Puchar Świata rozegrany został w 6 krajach i 7 miastach. Najwięcej zawodów zorganizowali Szwajcarzy, którzy 4 razy gościli najlepszych biegaczy narciarskich świata.
Obrońcą Pucharu Świata wśród mężczyzn był Norweg Vegard Ulvang, a wśród kobiet reprezentantka ZSRR Larisa Łazutina.
W tym sezonie w pucharze świata triumfowała Jelena Välbe wśród kobiet oraz Władimir Smirnow wśród mężczyzn.

## Kalendarz i wyniki

### Mężczyźni
| 1.  | 9 grudnia 1990     | Tauplitzalm   | Bieg łączony 10 + 15 km                                                  | Torgny Mogren                                                                  | Władimir Smirnow                                                                   | Henrik Forsberg                                                                     |                                                                          |                                                                          |
| 2.  | 15 grudnia 1990    | Davos         | 15 km s. klasyczny                                                       | Władimir Smirnow                                                               | Marco Albarello                                                                    | Thomas Eriksson                                                                     |                                                                          |                                                                          |
| 3.  | 16 grudnia 1990    | Davos         | Sztafeta 4 × 10 km                                                       | Szwecja Thomas Eriksson · Gunde Svan · Christer Majbäck · Torgny Mogren        | Włochy                                                                             | Norwegia                                                                            |                                                                          |                                                                          |
| 4.  | 19 grudnia 1990    | Les Saisies   | 30 km s. klasyczny                                                       | Władimir Smirnow                                                               | Torgny Mogren                                                                      | Christer Majbäck                                                                    |                                                                          |                                                                          |
| 5.  | 20 grudnia 1990    | Les Saisies   | Sztafeta 4 × 10 km                                                       | Szwecja I Thomas Eriksson · Christer Majbäck · Torgny Mogren · Henrik Forsberg | Włochy Maurilio De Zolt · Giorgio Vanzetta · Marco Albarello · Silvio Fauner       | Szwecja II Jan Ottosson · Lars Håland · Anders Bergström · Niklas Jonsson           |                                                                          |                                                                          |
| 6.  | 5 stycznia 1991    | Mińsk         | 15 km s. dowolny                                                         | Władimir Smirnow                                                               | Bjørn Dæhlie                                                                       | Václav Korunka                                                                      |                                                                          |                                                                          |
| 7.  | 6 stycznia 1991    | Mińsk         | Sztafeta 4 x 10 km                                                       | Norwegia Øyvind Skaanes · Terje Langli · Vegard Ulvang · Bjørn Dæhlie          | Szwecja Niklas Jonsson · Sven-Erik Danielsson · Christer Majbäck · Henrik Forsberg | ZSRR Igor Badamszyn · Andriej Kiriłłow · Michaił Botwinow · Władimir Smirnow        |                                                                          |                                                                          |
| 8.  | 9 stycznia 1991    | Štrbské Pleso | 30 km s. dowolny                                                         | Bjørn Dæhlie                                                                   | Silvano Barco                                                                      | Gianfranco Polvara                                                                  |                                                                          |                                                                          |
| MŚ  | 7 - 17 lutego 1991 | Val di Fiemme | Biegi narciarskie na Mistrzostwach Świata w Narciarstwie Klasycznym 1991 | Biegi narciarskie na Mistrzostwach Świata w Narciarstwie Klasycznym 1991       | Biegi narciarskie na Mistrzostwach Świata w Narciarstwie Klasycznym 1991           | Biegi narciarskie na Mistrzostwach Świata w Narciarstwie Klasycznym 1991            | Biegi narciarskie na Mistrzostwach Świata w Narciarstwie Klasycznym 1991 | Biegi narciarskie na Mistrzostwach Świata w Narciarstwie Klasycznym 1991 |
| 9.  | 7 lutego 1991      | Val di Fiemme | 30 km s. klasyczny                                                       | Gunde Svan                                                                     | Władimir Smirnow                                                                   | Vegard Ulvang                                                                       |                                                                          |                                                                          |
| 10. | 9 lutego 1991      | Val di Fiemme | 15 km s. dowolny                                                         | Bjørn Dæhlie                                                                   | Gunde Svan                                                                         | Władimir Smirnow                                                                    |                                                                          |                                                                          |
| 11. | 11 lutego 1991     | Val di Fiemme | 10 km s. klasyczny                                                       | Terje Langli                                                                   | Christer Majbäck                                                                   | Torgny Mogren                                                                       |                                                                          |                                                                          |
| 12. | 15 lutego 1991     | Val di Fiemme | Sztafeta 4 × 10 km                                                       | Norwegia Øyvind Skaanes · Terje Langli · Vegard Ulvang · Bjørn Dæhlie          | Szwecja Thomas Eriksson · Christer Majbäck · Gunde Svan · Torgny Mogren            | Finlandia Mika Kuusisto · Harri Kirvesniemi · Jari Isometsä · Jari Räsänen          |                                                                          |                                                                          |
| 13. | 17 lutego 1991     | Val di Fiemme | 50 km s. dowolny                                                         | Torgny Mogren                                                                  | Gunde Svan                                                                         | Maurilio De Zolt                                                                    |                                                                          |                                                                          |
| 14. | 1 marca 1991       | Lahti         | Sztafeta 4 x 10 km                                                       | Norwegia Terje Langli · Øyvind Skaanes · Kristen Skjeldal · Bjørn Dæhlie       | Szwecja Thomas Eriksson · Gunde Svan · Torgny Mogren · Henrik Forsberg             | ZSRR Michaił Botwinow · Igor Badamszyn · Wiaczesław Płaksunow · Aleksiej Prokurorow |                                                                          |                                                                          |
| 15. | 3 marca 1991       | Lahti         | 30 km s. dowolny                                                         | Kristen Skjeldal                                                               | Władimir Smirnow                                                                   | Gianfranco Polvara                                                                  |                                                                          |                                                                          |
| 16. | 9 marca 1991       | Falun         | 30 km s. dowolny                                                         | Henrik Forsberg                                                                | Torgny Mogren                                                                      | Jan Ottosson                                                                        |                                                                          |                                                                          |
| 17. | 16 marca 1991      | Oslo          | 50 km s. klasyczny                                                       | Vegard Ulvang                                                                  | Harri Kirvesniemi                                                                  | Sture Sivertsen                                                                     |                                                                          |                                                                          |

### Kobiety
| 1.  | 8 grudnia 1990     | Tauplitzalm   | Bieg łączony 10 +15 km                                                   | Stefania Belmondo                                                                   | Jelena Välbe                                                                      | Tamara Tichonowa                                                                    |                                                                          |                                                                          |
| 2.  | 15 grudnia 1990    | Davos         | 15 km s. klasyczny                                                       | Jelena Välbe                                                                        | Lubow Jegorowa                                                                    | Marie-Helene Westin                                                                 |                                                                          |                                                                          |
| 3.  | 16 grudnia 1990    | Davos         | Sztafeta 4 × 5 km                                                        | ZSRR Swietłana Nagiejkina · Lubow Jegorowa · Tamara Tichonowa · Jelena Välbe        | Włochy                                                                            | Norwegia                                                                            |                                                                          |                                                                          |
| 4.  | 18 grudnia 1990    | Les Saisies   | Bieg łączony 5 + 10 km                                                   | Jelena Välbe                                                                        | Stefania Belmondo                                                                 | Lubow Jegorowa                                                                      |                                                                          |                                                                          |
| 5.  | 5 stycznia 1991    | Mińsk         | 30 km s. klasyczny                                                       | Jelena Välbe                                                                        | Swietłana Nagiejkina                                                              | Inger Helene Nybråten                                                               |                                                                          |                                                                          |
| 6.  | 12 stycznia 1991   | Klingenthal   | 15 km s. klasyczny                                                       | Inger Helene Nybråten                                                               | Marie-Helene Westin                                                               | Solveig Pedersen                                                                    |                                                                          |                                                                          |
| 7.  | 13 stycznia 1991   | Klingenthal   | Sztafeta 4 x 5 km                                                        | Norwegia Solveig Pedersen · Marit Elveos · Nina Skeime · Inger Helene Nybråten      | Niemcy Heike Wezel · Gabriele Heß · Sigrid Wille · Simone Opitz                   | Włochy Bice Vanzetta · Manuela Di Centa · Gabriella Paruzzi · Stefania Belmondo     |                                                                          |                                                                          |
| MŚ  | 7 - 17 lutego 1991 | Val di Fiemme | Biegi narciarskie na Mistrzostwach Świata w Narciarstwie Klasycznym 1991 | Biegi narciarskie na Mistrzostwach Świata w Narciarstwie Klasycznym 1991            | Biegi narciarskie na Mistrzostwach Świata w Narciarstwie Klasycznym 1991          | Biegi narciarskie na Mistrzostwach Świata w Narciarstwie Klasycznym 1991            | Biegi narciarskie na Mistrzostwach Świata w Narciarstwie Klasycznym 1991 | Biegi narciarskie na Mistrzostwach Świata w Narciarstwie Klasycznym 1991 |
| 9.  | 8 lutego 1991      | Val di Fiemme | 15 km s. klasyczny                                                       | Jelena Välbe                                                                        | Trude Dybendahl                                                                   | Stefania Belmondo                                                                   |                                                                          |                                                                          |
| 10. | 10 lutego 1991     | Val di Fiemme | 10 km s. dowolny                                                         | Jelena Välbe                                                                        | Marie-Helene Westin                                                               | Tamara Tichonowa                                                                    |                                                                          |                                                                          |
| 11. | 12 lutego 1991     | Val di Fiemme | 5 km s. klasyczny                                                        | Trude Dybendahl                                                                     | Marja-Liisa Hämäläinen                                                            | Manuela Di Centa                                                                    |                                                                          |                                                                          |
| 12. | 15 lutego 1991     | Val di Fiemme | Sztafeta 4 × 5 km                                                        | ZSRR Lubow Jegorowa · Raisa Smietanina · Tamara Tichonowa · Jelena Välbe            | Włochy Bice Vanzetta · Manuela Di Centa · Gabriella Paruzzi · Stefania Belmondo   | Norwegia Solveig Pedersen · Inger Helene Nybråten · Elin Nilsen · Trude Dybendahl   |                                                                          |                                                                          |
| 13. | 16 lutego 1991     | Val di Fiemme | 30 km s. dowolny                                                         | Lubow Jegorowa                                                                      | Jelena Välbe                                                                      | Manuela Di Centa                                                                    |                                                                          |                                                                          |
| 14. | 2 marca 1991       | Lahti         | 15 km s. dowolny                                                         | Jelena Välbe                                                                        | Manuela Di Centa                                                                  | Lubow Jegorowa                                                                      |                                                                          |                                                                          |
| 15. | 9 marca 1991       | Falun         | 15 km s. dowolny                                                         | Jelena Välbe                                                                        | Tamara Tichonowa                                                                  | Lubow Jegorowa                                                                      |                                                                          |                                                                          |
| 16. | 10 marca 1991      | Falun         | Sztafeta 4 x 5 km                                                        | ZSRR Swietłana Nagiejkina · Lubow Jegorowa · Tamara Tichonowa · Jelena Välbe        | Norwegia Solveig Pedersen · Inger Helene Nybråten · Elin Nilsen · Trude Dybendahl | Finlandia Marjut Rolig · Merja Lahtinen · Jaana Savolainen · Marja-Liisa Hämäläinen |                                                                          |                                                                          |
| 17. | 15 marca 1991      | Oslo          | Sztafeta 4 x 5 km                                                        | Norwegia I Trude Dybendahl · Inger Helene Nybråten · Solveig Pedersen · Elin Nilsen | ZSRR Swietłana Nagiejkina · Raisa Smietanina · Tamara Tichonowa · Jelena Välbe    | Norwegia II Marit Elveos · Marit Mikkelsplass · Inger Lise Hegge · Nina Skeime      |                                                                          |                                                                          |
| 18. | 16 marca 1991      | Oslo          | 5 km s. dowolny                                                          | Jelena Välbe                                                                        | Manuela Di Centa                                                                  | Marie-Helene Westin                                                                 |                                                                          |                                                                          |

## Klasyfikacje

### Mężczyźni
| Lp. | Zawodnik         | Punkty |
| 1.  | Władimir Smirnow | 163    |
| 2.  | Torgny Mogren    | 129    |
| 3.  | Bjørn Dæhlie     | 105    |
| 3.  | Vegard Ulvang    | 105    |
| 5.  | Kristen Skjeldal | 76     |
| 6.  | Henrik Forsberg  | 73     |
| 6.  | Terje Langli     | 73     |
| 8.  | Gunde Svan       | 65     |
| 9.  | Marco Albarello  | 62     |
| 9.  | Maurilio De Zolt | 62     |

### Kobiety
| Lp.   | Zawodniczka           | Punkty |
| 1.    | Jelena Välbe          | 220    |
| 2.    | Stefania Belmondo     | 128    |
| 3.    | Lubow Jegorowa        | 126    |
| 4.    | Marie-Helene Westin   | 112    |
| 5.    | Manuela Di Centa      | 106    |
| 6.    | Trude Dybendahl       | 88     |
| 7.    | Tamara Tichonowa      | 82     |
| 8.    | Swietłana Nagiejkina  | b.d.   |
| 9.    | Inger Helene Nybråten | 62     |
| 10.   | Solveig Pedersen      | 57     |
| . . . |                       |        |
| 45.   | Małgorzata Ruchała    | 2      |

## Wyniki Polaków

### Kobiety
| Zawodniczka         | Tauplitzalm 9.12 | Davos 15.12 | Les Saisies 18.12 | Mińsk 5.01 | Štrbské Pleso 9.01 | Val di Fiemme MŚ 8.02 | Val di Fiemme MŚ 10.02 | Val di Fiemme MŚ 12.02 | Val di Fiemme MŚ 16.02 | Lahti 3.03 | Falun 9.03 | Oslo 16.03 |
| ------------------- | ---------------- | ----------- | ----------------- | ---------- | ------------------ | --------------------- | ---------------------- | ---------------------- | ---------------------- | ---------- | ---------- | ---------- |
| Małgorzata Ruchała  | -                | -           | -                 | -          | -                  | 14                    | -                      | 27                     | -                      | -          | -          | -          |
| Katarzyna Popieluch | -                | -           | -                 | -          | -                  | -                     | -                      | 23                     | -                      | -          | -          | -          |
| Bernadeta Bocek     | -                | -           | -                 | -          | -                  | -                     | -                      | 40                     | -                      | -          | -          | -          |
| Dorota Kwaśny       | -                | -           | -                 | -          | -                  | -                     | -                      | 41                     | -                      | -          | -          | -          |

### Mężczyźni
Żaden reprezentant Polski nie startował.